# Etty Hillesum
Ester (Etty) Hillesum, född 15 januari 1914 i Middelburg, Nederländerna, död 30 november 1943 i Auschwitz, var en nederländsk lärare, författare och mystiker. Under den tyska ockupationen började hon skriva dagbok och brev, som beskrev hennes andliga uppvaknande och förföljelsen av judar. Hillesum blev offer för Förintelsen i Auschwitz och mördades 1943. Hennes dagboksanteckningar publicerades postumt i Nederländerna  1981.

## Biografi
Etty Hillesum var äldst av tre barn. Fadern Levie (Louis) Hillesum, född 1880, som tillhörde en holländsk judisk familj, var lärare och undervisade i klassiska språk i Middelburg. Modern Rebecka (Riva), född Bernstein 1881 i Potchev, Ryssland, hade flytt till Nederländerna efter en pogrom i Ryssland. Ettys bror Jakob (Jaap), född 1916, blev läkare. Brodern Michael (Mischa), född 1920, var ett musikaliskt geni. År 1924 flyttade familjen till Deventer i östra Nederländerna, där fadern fått en tjänst på gymnasiet. Det finns ett fotografi bevarat från Deventer när Etty är 17 år.

### Utbildning
Hillesum gick på gymnasiet i Deventer där fadern var rektor. Hon läste hebreiska och deltog i en sionistgrupp för ungdomar. Efter avslutad skolutbildning flyttade Hillesum till Amsterdam 1932. Etty bodde hos sin bror Jakob och studerade juridik på universitetet. BA-examen tog hon den 6 juni 1935 och fyra år senare tog hon MA-examen. Därefter skrev hon in sig på institutionen för slaviska språk i Leiden och läste ryska. Här blev hon engagerad i en antifascistisk vänsterrörelse.

### Amsterdam
I mars 1937 flyttade hon tillbaka till Amsterdam och hyrde ett rum i ett hus som ägdes av Hendrik (Han) Wegeriff, en rik handelsman. Året därpå anställdes hon som hushållerska åt Wegeriff, som blivit änkeman. I huset bodde flera unga människor, Hendrik Wegeriff junior, studenten Bernard Meylink och sjuksköterskan Maria Tuinzing. Hillesum och Tuinzing blev nära vänner. Hon fick också en nära relation till Wegeriff senior och bodde i dennes hus till 1943, då hon slutgiltigt deporterades till ett koncentrationsläger norr om Westerbork.

### Julius Spier
År 1941 mötte Etty Hillesum en tysk immigrant från Berlin, Julius Spier, född 1887 i Frankfurt am Main av judiska föräldrar. År 1926 flyttade Spier med sin familj till Zürich och studerade psykoanalys vid Carl Gustaf Jungs institut. Spier var skicklig i psykokiromanti och Jung uppmuntrade honom att öppna en praktik i Berlin, vilket han gjorde 1929. Praktiken blev mycket framgångsrik. Analys- och terapimetoder uppskattades mycket av kvinnor. Julius Spier skilde sig 1935. Judarnas ställning i Berlin blev allt mer ohållbar och efter kristallnatten 1938 flydde han till Amsterdam med sin fästmö Herta Levi. Levi fortsatte till London.
Jakob Hillesum hörde talas om Spier och rekommenderade honom till sin syster. Hon gick för att lyssna på Spiers föreläsningar och bestämde sig snabbt att gå i hans terapi. Hon blev hans assistent, intellektuella partner och älskarinna. Julius Spier introducerade henne till Bibeln och Augustinus och gav henne rådet att börja meditera och skriva dagbok och blev hennes andlige vägledare.

### Hillesums andlighet
Hon hade svårt att böja knä och be till Gud. Spier lärde henne att uttala Guds namn och blev en medlare mellan Gud och henne.
Hillesum hade vuxit upp i en sekulär judisk familj. Hon nämner ingenting om judiska högtider och besök i synagogor i sina dagböcker. Hon är öppen för olika religioner, kristendom och buddism, men skriver aldrig om att konvertera. Det är först under den tyska ockupationen, som hon måste definiera sig som judinna. Men därefter känner hon sig förenad med andra judar genom  historien och deras öde.
När judarnas levnadsvillkor försvårades, fördjupades hennes inre liv och hon blir ett med Gud, mer och mer en mystiker.
Julius Spier dog den 15 september 1942, dagen innan Gestapo skulle föra bort honom till uppsamlingslägret i Westerbork.

## Westerbork
Den 29 april 1942 beordrades alla judar att bära den gula davidsstjärnan och Hillesum kunde inte längre röra sig fritt och anonymt i Amsterdam. Det började gå rykten att alla judar skulle samlas ihop i ett läger i Westerbork och transporteras till Polen. Engelska radion rapporterade att 700 000  judar hade mist livet Tyskland året innan. Sommaren 1942 föreslog Jakob Hillesum sin syster att söka en anställning vid Judiska rådet. Det skulle ge henne en viss grad av säkerhet. Hillesum blev anställd den 15 juli 1942, men hon fann arbetet ganska meningslöst. Redan efter tre veckor kunde hon sluta som sekreterare genom att erbjuda sig att bli socialarbetare i Westerbork. Hennes plan var att hjälpa förtvivlade människor att försöka nå Gud inom sig. Alla såg vad som pågick, judar från alla hörn av Holland anlände dagligen och varje tisdag avgick ett fullastat tågsätt – till arbetsläger i Tyskland, sades det. Men snart gick det rykten om en annan sorts läger i Polen.
Hillesum fick permission för att besöka Spier på hans dödsbädd, hon skrev om denna tid i sin dagbok. I början av november blev hon sjuk under en permission och blev kvar i Amsterdam. Hon skrev ett sista häfte i sin dagbok där det framgår att hon ville tillbaka till Westerbork för att hjälpa förtvivlade judar. Inte förrän i juni 1943 blev hon frisk nog för att återvända.
Den 21 juni fick hon en chock när hon såg sina föräldrar och Mischa anlända till Westerbork.

## Författarskap
Etty Hillesums författarskap har studerats ingående på 2000-talet och hon har en särställning vid sidan av Anne Frank, Simone Weil och Edith Stein. Ofta studerades dagböcker och brev utanför judiska sammanhang, vilket visar på värdet av hennes författarskap.
Hillesum hade alltid drömt om att bli författare. I dagböckerna utlämnade hon sig själv och utvecklade sitt skrivande. När hon anade att förföljelsen av judarna skulle leda mot koncentrationsläger och undergång började hon en sammanhängande berättelse om vad som skedde i Amsterdam och Westerbork. Hon ville vara ”Barackens tänkande hjärta”. Hon sökte ett adekvat språk för att beskriva de obeskrivbara upplevelserna..
Skrivandet hjälpte henne att utvecklas andligen, hon fann Gud inom sig och kärleken till alla, till och med till tyska soldater. Från och med denna upptäckt kunde hon hjälpa de förföljda att se det vackra i livet, att ”Gud finns inom dem”. Hon tog som sin plikt att notera, skriva och bevara dessa obeskrivbara händelser för eftervärlden.

### Dagböcker
Innan Hillesum reste till Westerbork lämnade hon sina dagböcker till sin väninna Maria Tuinzing. Hon ville att böckerna skulle överlämnas till Klaas Smelik för att publiceras om hon inte kom tillbaka. År 1981 publicerades en förkortad version, som översattes till svenska 1983. En fullständig version  av dagböcker och brev från Westerbork publicerades i Nederländerna 1986.
Dagböckerna avslöjade hur en ung judisk kvinnas inre liv förändrades under den tyska ockupationen. Efter mötet med Spier läste hon existentiella böcker tillsammans med sina vänner och beskrev sin egen livssyn i dagböckerna.
| ”                              | Jag oroar mig aldrig för morgondagen, jag vet att jag snart måste härifrån och var jag ska hamna har jag inte den blekaste aning om. | „ |
| – Etty Hillesum, 11 juli 1942. | |   |

#### Reflektion en söndag[a]
Kära Gud, Du kan inte hjälpa oss men vi måste hjälpa Dig och in i det sista försvara Din plats inne i oss. Det finns några som även i dessa yttersta dagar vill rädda undan sin dammsugare och sitt silverbestick istället för att försvara Dig, kära Gud. Och det finns de som vill hitta en säker flyktplats, där de kan gömma sina kroppar, men själva är de inget annat än en förvaringsplats för rädsla och bitterhet. Och de säger ’De skall aldrig få mig i sina klor!’ Men de glömmer att ingen är i deras klor som är i Din famn.
Jag börjar redan bli lite lugnare genom det här samtalet med Dig, käre Gud. I den närmaste framtiden skall jag ha många samtal med Dig och på det sättet hindra Dig från att överge mig.

### Brev från Westerbork
Från juni 1943 skriver Etty Hillesum brev till sina vänner i Amsterdam:.

•	7 juni – 24 august, Han Wegerif och andra.

•	15 juni – 2 september, Maria Tuinzing

•	21 juni – 9 juli, Milli Ortmann

•	26 juni – 7 september, Christine van Noten

•	3 juli, Johanna och Klaas Smelik

•	18 augusti, Henny Tideman

Hennes sista brev/vykort skickar hon till Christine van Noten:
| ”                                      | Jag sitter på min ryggsäck mitt i en godsvagn. Far, mor och Mischa befinner sig några vagnar bort. Till slut kom avfärden utan förvarning, efter order från Haag. Far och mor var behärskade och vi lämnade Westerbork sjungande, även Mischa. Resan kommer ta tre dagar. Tack för allt stöd och omsorg. Våra vänner som blev kvar kommer att fortsätt skriva till Amsterdam, kanske får ni höra från dem. Eller från mitt sista långa brev från Westerbork. | „ |
| – Etty, 7 september 1943, nära Glimmen | |   |

Den 7 september 1943 skriver Jopie Vleeschhouwer till Han Wegerif och beskriver familjen Hillesums avfärd från Westerbork. Allt hände så snabbt och plötsligt, ändå hade de väntat på detta så länge. Sent på måndagkvällen kom besked från Haag och morgonen efter fick hela familjen Hillesum stiga in i godsvagnar tillsammans med många andra i lägret.

### Utgivning på svenska
Etty Hillesums Det förstörda livet: dagböcker 1941-43 (Norstedts) utgavs på svenska 1983 i översättning av Brita Dahlman. En utökad nyutgåva av boken utkom 2018 under titeln Dagböcker och brev i urval (Bokförlaget Faethon). I denna utgåva har ytterligare två långa brev inkluderats i översättning av Olov Hyllienmark.

## Forskningscenter och museum

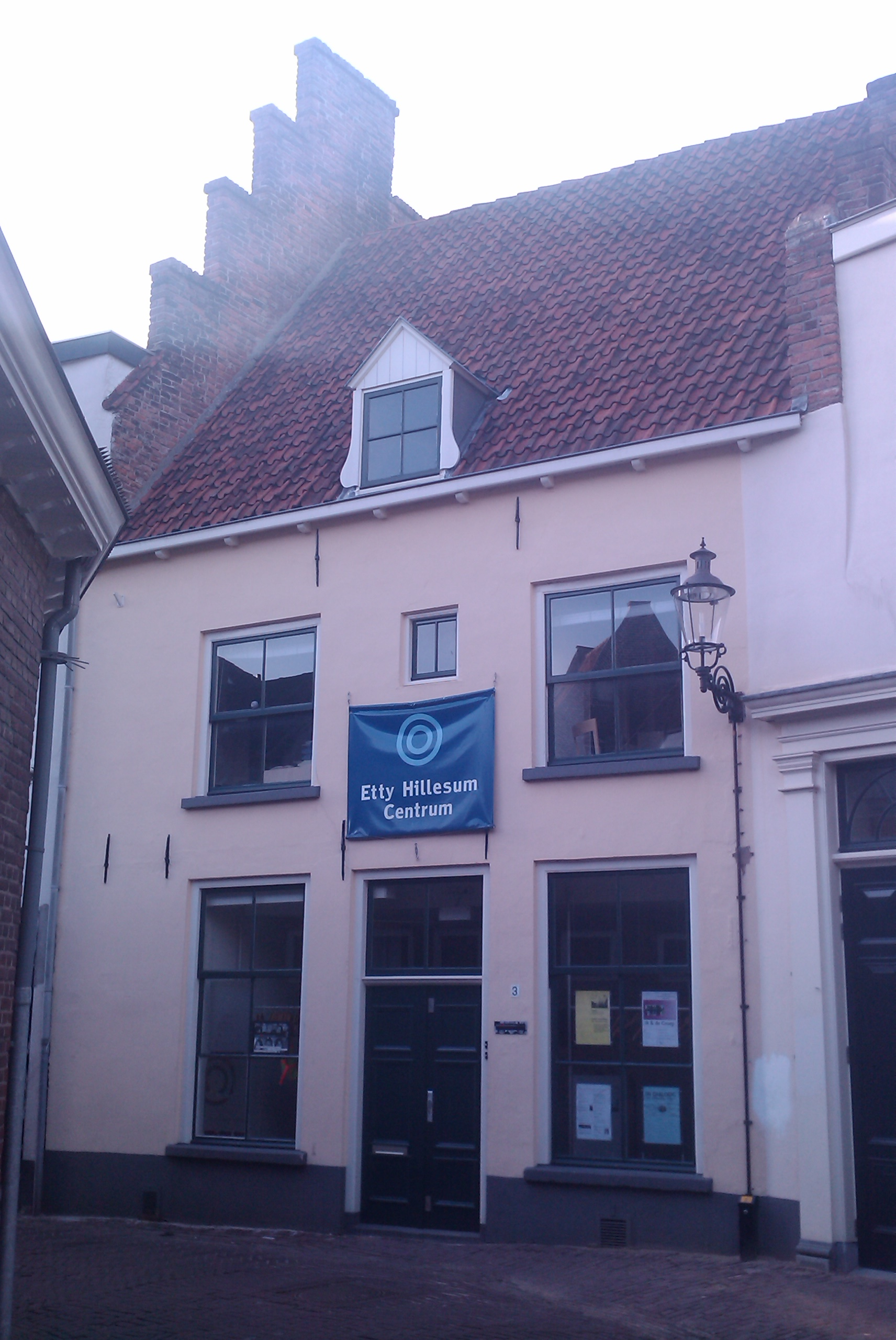
Roggestraat 3 Deventer

År 2006 invigdes Etty Hillesum forskningscenter, EHOC vid Ghent University i Belgien. Publiceringen av Hillesums dagböcker och brev 1983 väckte ett stort internationellt intresse. EHOC syftar till att samordna och arkivera alla dagböcker och brev samt de forskningsrapporter som publiceras vid universitet världen över.
Etty Hillesums center i Deventer ligger i den gamla synagogan på Roggestraat 3. Den hyser två permanenta utställningar: den ena gestaltar Etty Hillesum, hennes liv och dagböcker fram till deportationen från Westerbork i september 1943. Den andra utställningen är en översikt av de judiska familjer som försvann under den tyska ockupationen.

## Eftermäle
Etty Hillesums liv gestaltades på Stockholms Stadsteater i april 2007 i föreställningen Flickan som ville rädda världen i regi av Marika Lagercrantz och Anita Goldman.
Påven Benedictus XVI höll en onsdagsaudiens den 13 februari 2014 lyfte fram Etty Hillesum som en människa som kom till tro och citerade ur hennes dagbok.
| ”                     | Det finns verkligen en djup brunn inne i mig. Och i den bor Gud. Ibland är också jag där. Men alltför ofta blockeras brunnen av stenar och grus, och Gud är begraven inunder. Då måste han grävas fram igen. | „ |
| – Etty Hillesum, 1942 | |   |

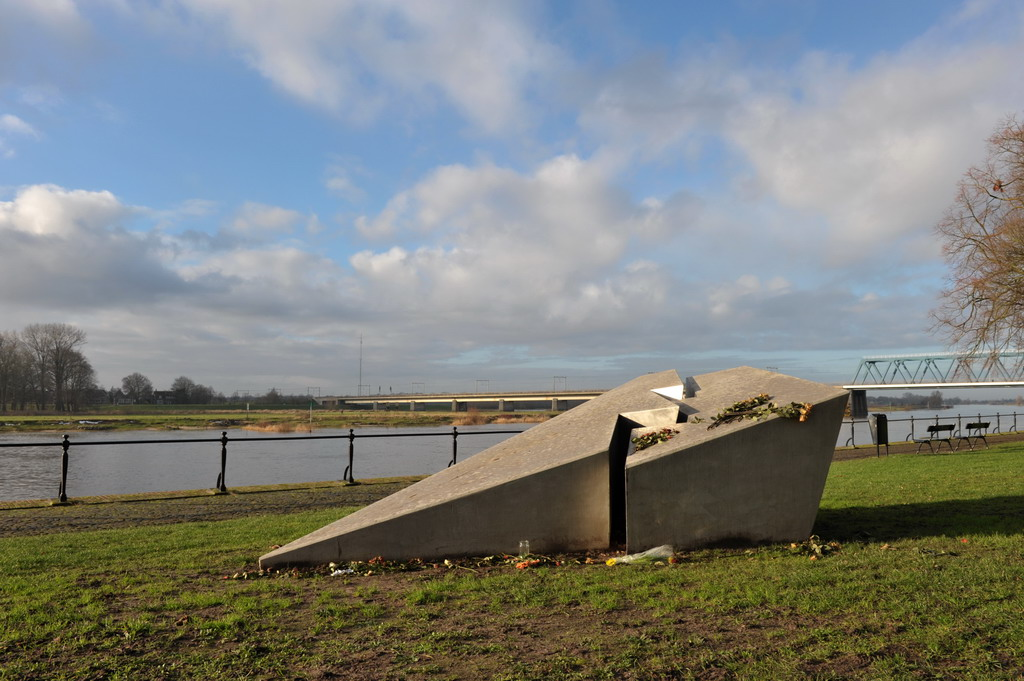
Monument över Etty Hillesum

Vid floden genom Deventer har man byggt ett monument över Etty Hillesum. Det består av en sluttande sten som har brutits på mitten. Med ett citat från hennes dagbok: Man skulle ha plåster så man kunde lindra alla lidande själar.